# Brachygalba
Brachygalba är ett släkte i familjen jakamarer inom ordningen jakamar- och trögfåglar. Släktet omfattar fyra arter som förekommer från östra Panama till Amazonområdet:
- Mörkryggig jakamar (B. salmoni)
- Ljushuvad jakamar (B. goeringi)
- Brun jakamar (B. lugubris)
- Vitstrupig jakamar (B. albogularis)